# October (album)
October is het tweede studioalbum van de Ierse rockband U2, uitgegeven op 26 oktober 1981. Het is een album dat in de genres post-punk en rock wordt geplaatst en heeft als centrale thema's christendom en spiritualiteit. October is een eendelig album. Van dit album zijn de nummers Fire en Gloria uitgebracht als singles.

## Geschiedenis

### Opnames
Tijdens een concert in Portland (Oregon) op 22 maart 1981 in een club werd de koffer van zanger Bono gestolen door drie meiden die zich voordeden als groupies. In deze koffer bevonden zich 300 Amerikaanse dollars en handgeschreven songteksten, maandenlang geschreven door Bono. Teruggekomen in Ierland had U2 nog niets klaar voor hun volgende album, dat de werktitel Scarlet kreeg. U2, toen nog een wat onbekende band, kon zijn studiotijd niet meer uitstellen. De opnames van het album werden in de maanden juli en augustus van 1981 in de Windmill Lane Studios in Dublin volbracht, met Steve Lillywhite als producer, Paul Thomas als geluidstechnicus en Kevin Maloney als assistent geluidstechnicus. De lp werd de gemasterd door Ian Cooper in het Townhouse. De studio werd voor 50 pond sterling (omgerekend ongeveer 75 euro) per uur gehuurd, wat een nog grotere druk met zich meebracht. Producer Steve Lillywhite liep vaak te ijsberen, maar kon naar verluidt goed met de druk omgaan.
U2 wilde voorkomen dat dit album een flop zou worden, aangezien dat meestal gebeurt bij uitgave van tweede albums van bands, omdat alle goede nummers van de afgelopen jaren zouden zijn gebruikt. De band had bij aanvang van het opnemen van dit album een breder instrumentarium dan bij het vorige album, Boy, met in het bijzonder de gitaren van The Edge. Steve Lillywhite moedigde de bandleden aan om de technologie zo veel mogelijk te benutten. De gitaarpartijen van The Edge werden daarop gelaagd opgenomen, om een zowel 'spookachtig' ('griezelig') als 'vrolijke' sound te bereiken. Door deze complexe technieken zou het misschien moeilijk worden voor U2 om deze nummers live te spelen, maar dit probleem werd gezien als een zorg voor later. U2 haalde zijn inspiratie uit onder andere Joy Division en Invisible Girls.
Fire was al eerder opgenomen en uitgebracht als single. De rest van de nummers werden in hoog tempo opgenomen op hetzelfde moment toen de leden van U2 hun voorbereidingen troffen voor hun volgende tour door de Verenigde Staten. U2 paste op dit album zijn typische stijl toe als riff-rockers, zoals in de nummers Gloria en Rejoice, maar in verband met het gebruik van een breder instrumentarium is The Edge ook op de piano te horen in I Fall Down en October. I Threw a Brick Through a Window was een van de eerste nummers om Larry Mullen jr.'s drums echt te laten gelden. Ook kreeg Adam Clayton met zijn basgitaar extra aandacht in het nummer Gloria. In Tomorrow is gebruikgemaakt van uillean pipes door de Ierse muzikant Vincent Killfduff. Is That All? kwam voort uit een improvisatie, omdat de bandleden het gevoel hadden dat October nog passend moest worden afgesloten. De riff uit dit nummer was afkomstig van het eerder bedachte nummer The Cry. Dit nummer werd nooit opgenomen, maar wel gespeeld als intro bij live-uitvoeringen van het lied The Electric Co van het album Boy.
Uiteindelijk werd het album October genoemd, vanwege de kille sfeer die toen in de wereld heerste.

### Uitgave
October werd in oktober 1981 uitgebracht. U2 brak met dit album definitief door in Groot-Brittannië, waarmee het album al in de eerste week op de 11e plaats eindigde in de UK Album Chart. Toch waren de reacties op het album wisselend. Veel mensen hielden niet van Boy maar wel van October, óf andersom. De recensies van dit album waren niet slecht. Hoewel October in Groot-Brittannië dus behoorlijk hoog eindigde, kwam het album in Amerika niet verder dan de 104e plaats.
In deze tijd begon videoclipzender MTV aan belang te winnen. Dit heeft U2 goed geholpen, omdat de zender hun video's vanaf het album October vaak ging draaien.
Tijdens concerten in de jaren tachtig werden Gloria en Fire belangrijke nummers voor U2. Hierdoor konden zij zich verder ontplooien voor de komende albums. Het is daarom opvallend dat alleen het nummer October terug te vinden is op het The Best of 1980-1990 album van U2, zij het als hidden track.

### Verdere verloop
Tot op de dag van vandaag wordt October door zowel veel fans als recensenten gezien als een van de zwakkere albums van U2. October is overigens wel terug te vinden op de 41e plaats van CCM Magazine's lijst van beste christelijke muziekalbums aller tijden uit 2001.
In Argentinië kreeg October een promotie-uitgave. Deze uitgave werd Is That All? genoemd. In verschillende landen werd October in maart 1996 uitgebracht op een 5" cd als onderdeel van de Island Master series. Bij deze uitgave onderging de albumhoes een aantal aanpassingen.
In 2004 werd de gestolen koffer met de door Bono handgeschreven songteksten terugbezorgd door Cindy Harris. De koffer lag al jaren op de zolder van haar huis.

## Tracklist
1. Gloria - 4:14
2. I Fall Down - 3:39
3. I Threw a Brick Through a Window - 4:54
4. Rejoice - 3:37
5. Fire - 3:51
6. Tomorrow - 4:39
7. October - 2:21
8. With a Shout - 4:02
9. Stranger in a Strange Land - 3:56
10. Scarlet - 2:53
11. Is That All? - 2:59

Gloria en Fire werden uitgebracht als singles. Is That All? wordt live gespeeld in de vorm van Cry, een nummer wat alleen live wordt gezongen en geen vaste tekst kent, maar de muziek heeft van Is That All?.

## Thema's
Het hoofdthema van October is het christelijk geloof van de band. Zo heeft With a Shout als ondertitel Jerusalem en kent het refrein van Gloria enkele Latijnse kerkelijke teksten. Ook sterk christelijk is I Threw a Brick Through a Window, waarin Bono vertelt dat hij in zichzelf praat, maar dat hij diegene niet is, waarna ze elkaar aanbieden om elkaars broeder te worden. Het thema komt echter het sterkst naar voren in Tomorrow, wat gaat over de sterfdag in het bijzonder en de dood van Bono's moeder in het algemeen. Hierin zingt Bono: Open up, open up, to the Lamb Of God / To the love of He / Who made the blind to see.

## Credits
Bezetting
- Bono - zang
- The Edge - gitaar, piano, zang
- Adam Clayton - basgitaar
- Larry Mullen jr. - drums

Overige bezetting:
- Vincent Killduff - uillean pipes en bodhrán

Medewerkers:
- Steve Lillywhite - producer
- Paul Thomas - geluidstechnicus
- Kevin Maloney - assistent-geluidstechnicus
- Ian Cooper - mastering
- Tim - medewerker
- Joe the Hurley - medewerker
- Pod - medewerker
- Steve - medewerker
- Robbie - medewerker
- Chris - medewerker
- Jake - medewerker
- Billy - medewerker

Albumhoes:
- Ian Finlay - fotograaf
- Rapid Exteriors - lay-out

Agentuur:
- Ian Wilson en Ian Flooks van Wasted Talent, Londen
- Frank Barsalona en Barbara Skydel van Premier Talent, New York

## Hitlijsten
Album
| Jaar | Hitlijst             | Positie |
| ---- | -------------------- | ------- |
| 1981 | Billboard Pop Albums | 104     |
| 1981 | The Billboard 200    | 107     |
| 1981 | UK Albums Chart      | 11      |

## Certificaties
| Organisatie               | Status  | Datum             |
| ------------------------- | ------- | ----------------- |
| BPI – Verenigd Koninkrijk | Goud    | 29 augustus 1985  |
| BPI – Verenigd Koninkrijk | Platina | 1 maart 1992      |
| RIAA – Verenigde Staten   | Goud    | 23 mei 1994       |
| RIAA – Verenigde Staten   | Platina | 11 september 1995 |